# Surface nanotexturée

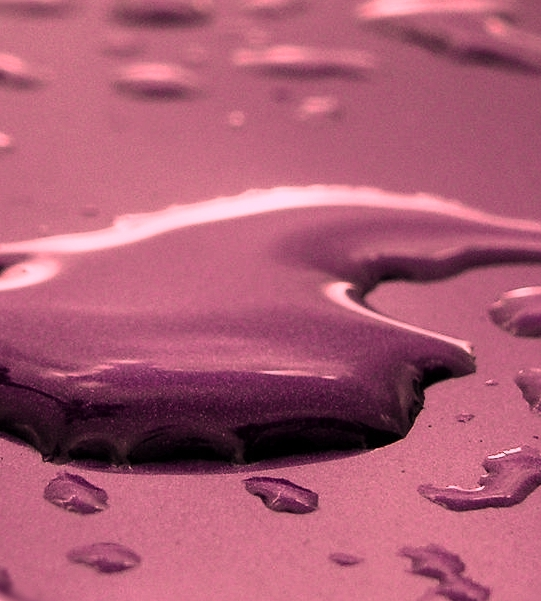
La nanotexturation des surfaces provoque la formation de boules d’eau par le biais de la tension superficielle et leur décollement sans mouiller la surface. (Crédit: Laboratoire national Brookhaven)

Une surface nanotexturée (nanotextured surface - NTS) est une surface qui est recouverte de structures nanométriques. Ces surfaces ont une dimension à l’échelle nanométrique, c’est-à-dire que l’épaisseur seule de la surface de l'objet est comprise entre 0,1 et 100 nm. Elles gagnent début XXIe siècle en popularité en raison de leurs applications spéciales, en raison de leurs propriétés physiques uniques. Les surfaces nanotexturées se présentent sous différentes formes, telles que cônes, colonnes ou fibres. Ce sont des répulsifs de l'eau, de la glace, huile et des microorganismes qui sont respectivement superamphiphobes, elles sont antigivrage et antifouling et donc autonettoyantes. Elles sont à la fois antireflet et transparentes et sont donc appelées surfaces intelligentes.
Dans une étude publiée en ligne le 21 octobre 2013 dans Advanced Materials, un groupe de scientifiques du Laboratoire national de Brookhaven (BNL) du Département de l'Énergie des États-Unis, dirigé par le physicien et auteur principal du BNL, Antonio Checco, a suggéré que des surfaces nanotexturées sous forme de cônes produisaient des surfaces hautement hydrofuges. Ces textures de nano-cônes sont super-hydrophobes ou super-répulsives de l'eau,. 